# Металлургический коммерческий банк
 Меткомбанк (Металлургический коммерческий банк) — российский универсальный коммерческий банк. Головной офис находился в Череповце. Основан в 1990 году. В 2017 году присоединён к ПАО «Совкомбанк».

## История
АО «Меткомбанк» — банк-партнёр компании «Северсталь», крупнейший коммерческий банк Вологодской области с активами более 30 млрд рублей, основанный в 1990 году.
Являясь одним из лидеров рынка автокредитования России, Меткомбанк входил в ТОП-50 банков по объёму кредитования физических лиц на срок более трёх лет. В 2015 году Меткомбанк заключил партнёрские соглашения об участии в совместных специальных программах автокредитования с ОАО «Автоваз», ООО «Лифан Моторс Рус», ЗАО «Джи Эм-Автоваз». Также банк являлся постоянным участником государственной программы поддержки льготного автокредитования. Партнёрская сеть банка состояла из нескольких сотен автодилеров и более 20 страховых компаний. Офисы Меткомбанка были открыты более чем в 25 городах России.
Примерное количество клиентов-физических лиц Банка — более 80 тысяч.
Крупнейшими корпоративными клиентами и партнерами являлись: Северсталь, Силовые машины, Соллерс, Магнолия, TUI, Утконос, Металлсервис, Ариэль Металл и другие компании.
Банку присвоен рейтинг «А+» ведущим российским рейтинговым агентством «Эксперт РА» и рейтинг «Вaa1.ru» международным агентством Moody’s Investors Service.
07 октября 2016 — АО «Меткомбанк» приобретён ПАО «Совкомбанк».
27 марта 2017 — АО «Меткомбанк» завершает процедуры реорганизации в форме присоединения к ПАО «Совкомбанк».

## Собственники и руководство
Акционерами банка являются:
- ПАО «Совкомбанк»

Основной бенефициар Меткомбанка — ПАО «Совкомбанк»
Председатель правления банка — Лаппи Игорь Феликсович.

## Рейтинги
- Рейтинговое агентство «Эксперт РА»: рейтинг A+, Очень высокий рейтинг кредитоспособности Банка[2]
- Moody’s: рейтинг В2/Е+, прогноз «позитивный».

- 117-е место по размеру чистых активов (РБК. Рейтинг)[3]

- Крупнейший банк в Вологодской области (Банки.ру)[4]

- 12-е место в «Рейтинге банков по объёму выданных автокредитов в I полугодии 2011 года» (РБК.Рейтинг)[5]

- 12-е место в «Ренкинге банков-лидеров по приросту портфеля кредитов физлицам (из числа топ-100)» (Банковское обозрение)[6]

- «Компания года-2011» в Северо-Западном федеральном округе.[7]
- 6-е место в рейтинге портала Банки.ру "Топ-20 банков по объему портфеля розничных автокредитов на 1 января 2016 года"
- 47-е место в рейтинге газеты «Коммерсантъ» "Самые потребительские банки" на 01.04.2016